# Irmenach
Irmenach település Németországban, Rajna-vidék-Pfalz tartományban. Lakosainak száma 645 fő (2023. december 31.). Irmenach Lötzbeuren és Enkirch községekkel határos.

## Népesség
A település népességének változása:
| Lakosok száma | 665  | 669  | 656  | 637  | 643  | 645  |
|               | 1975 | 2017 | 2019 | 2021 | 2022 | 2023 |